# بحيرة غوشكا
تقع في أقصى شرق قارة أوروبا وفي شرق جمهورية أرمينيا فوق الهضبة الأرمينية على ارتفاع 1932م. تبلغ مساحتها 1400كم2 وهي أكبر بحيرة بين البحيرات القائمة فيما وراء القوقاز تنصرف مياها من جنوبها عبر نهر زانفا أحد روافد نهر أراكس